# Двурог
Двурог, или же Бикорн (англ. Bicorn и Burrowing Bicorn, фр. bicorne, лат. bicornis, иногда пишется как bycorne), — вымышленное существо, персонаж средневековых сатирических басен.

## Описание
Двурог, помимо обладания двумя рогами, имеет тело наполовину коровы и наполовину пантеры, а также человеческое лицо. Он, согласно старофранцузской басне, питается терпеливыми мужьями и всегда хорошо упитан, поскольку имеет вдоволь пищи. Его противоположность, Чичвача (фр. Сhichevache, «тощая корова»), питается лишь терпеливыми жёнами, и поэтому невероятно тоща. Эти пара существ упомянута в «Кентерберийских рассказах» Джефри Чосера.

## В популярной культуре
- В романе «Гарри Поттер и Тайная комната» растёртый рог двурога входит в состав Оборотного зелья.
- В научно-фантастической манге Battle Angel Alita: Last Order имена Двурога и Чичвачи носят два гигантских биоинженерных чудовища.

## Другое использование термина
- Двурогий — название Бахуса, которого представляли иногда с воловьим раздвоенным рогом в руке.
- Зуль-Карнайн (араб. ذو القرنين‎ — обладатель двух рогов) — великий царь, чьё имя упомянуто в Коране.
- «Волшебный двурог» — научно-популярная книга Сергея Павловича Боброва.